# Historia de Labort
La historia de Labort abarca desde los primeros asentamientos humanos del territorio del antiguo vizcondado de Labort, en el Paleolítico inferior, hasta la Revolución francesa. La historia de este territorio se divide en dos grandes períodos; desde la Edad Antigua hasta la desaparición del ducado de Vasconia y desde el nacimiento del reino de Navarra hasta la Revolución Francesa.

## Edad Antigua
Según atestiguan los restos del hombre de neanderthal encontrados en Bidart, Biarritz (en euskera Miarritze), Saint-Pierre-d'Irube y Lahonce, la región que más tarde recibiría el nombre de Labort ya estaba poblada en el Paleolítico inferior, donde se desarrolló la industria achelense.
Los romanos anexaron estas tierras aquitanas al imperio un siglo a.C., con la llegada de Julio César y la anexión de toda Galia. El mismo nombre de Labort (en euskera Lapurdi) puede ser de origen latino. En aquella época, sobre lo que hoy en día es Bayona, existía un fuerte romano llamado Lapurdum. Por aquel entonces el euskera se encontraba en la fase protovasco y comenzó el contacto con el latín luego de la llegada de los romanos. 

## Caída del Imperio romano
Con el debilitamiento del Imperio romano, los vándalos, alanos y suevos llegaron en 409 a los Pirineos, seguidos más adelante por los visigodos. Cruzaron por completo el territorio histórico de Labort, pues se cree que se trasladaron por la calzada romana que va de Burdeos a Astorga, donde se extendieron por los pueblos vecinos. Francos y godos emprendieron diversas expediciones hostiles en tierras de vascones, los francos por el norte y los godos por el sur. En este periodo de inestabilidad muchos de los poblados primitivos, no cristianos y que no se encontraban bajo el radio de protección de las villas y fuertes, quedaron vacíos, para volver a ser repoblados con el fortalecimiento de los vascones hacia el siglo V.
Al retirarse los godos, estas tierras quedaron en manos francas, naciendo así el Ducado de Vasconia y nombrando a Genial primer duque de este (602). El patricio y luego duque Félix de Aquitania (660-670) unificó Vasconia y Aquitania en el Ducado de Aquitania, siendo Lupo I (670-710) nombrado duque y sucesor de este a su muerte. Con la desaparición final del Reino de Tolosa (660), las tierras que le correspondían al Ducado de Vasconia pasaron a manos del aquitano.
Los árabes entraron en la península ibérica desde Gibraltar y llegaron hasta Tolosa y Poitiers. Odón el Grande los venció en Tolosa en el año 711 y en la batalla de Poitiers con ayuda de Carlos Manuel. El Ducado de Vasconia se mantuvo independiente hasta la conquista en 768 por parte de los francos. A pesar de los muchos levantamientos vascones entre los siglos VII-XI, estas tierras siguieron unidas a Aquitania. Los normandos atacaron el ducado en el año 846 y se hicieron con Labort, hasta que el duque de Gascuña los expulsó en 982. A consecuencia de las distintas guerras y necesidades de defenderse, el Ducado de Vasconia se dividió en distintas unidades administrativas, formándose el Vizcondado de Labort bajo la protección del Reino de Navarra.

## Reino de Navarra y Aquitania
El duque de Gascuña Sancho Guillén en pago de una deuda contraída con su sobrino Sancho Garcés III le dio las tierras de Labort y la Baja Navarra (alrededor de 1030). Este creó entonces los ducados de Baigorri y Labort, pero a su muerte sus hijos se hicieron con las tierras del padre, quedando en manos de García Sánchez III de Navarra las tierras de La Rioja, la Bureba, Álava, Vizcaya y Guipúzcoa. Los ducados de Labort y Baigorri pasaron entonces a manos de Aquitania y Gascuña, manteniendo su autonomía y gobierno. El valle de la Baja Navarra y sus comarcas volvieron a Gascuña hasta el siglo XII.
En 1152 Enrique II de Inglaterra se casó con Leonor de Aquitania y el condado pasó a la corona de Inglaterra. Como los levantamientos se repetían continuamente, Ricardo Corazón de León se casó con la hija de Sancho VI el Sabio, Berenguela de Navarra, separando así Bayona de Labort. Bayona quedó en manos del rey y Uztaritz se convirtió en la capital de Labort (1174). Debido a esto, el comercio en Bayona se desarrolló considerablemente, creando conflictos con los pueblos y ciudades agrícolas de Labort. 
En 1193 el vizconde Guillaume Raymond vendió sus derechos a Enrique II de Inglaterra. Los ingleses proclamaron la libertad del pueblo llano e hicieron frente a los nobles del lugar, quitando el rey de Inglaterra todos los derechos a la nobleza y dando por terminado el régimen feudal: desde 1193 en adelante no hubo nobles en Labort y los fueros defendieron los derechos de sus habitantes.
El rey de Inglaterra creó el cargo del bailío como representante real, aunque desde 1498 en adelante solo se ocupó de asuntos militares, pues los administrativos y judiciales correspondían a los funcionarios. El gobierno de Labort estaba en manos del Biltzar (consejo en euskera), donde se trataban los asuntos generales de Labort, y estaba formado por los alcaldes de este territorio histórico. Desde 1314 tiene escritos sus fueros y costumbres.

## Abolición de la nobleza
Durante tres siglos estuvo bajo administración inglesa, para pasar en 1450 - según el Tratado de Ayherre - a la corona francesa una vez terminada la Guerra de los Cien Años. Desaparecieron los privilegios de Bayona que había tenido con la corona inglesa, pero sus usos y costumbres fueron recuperados y revisados para ser aceptados en 1514 por el Parlamento de Burdeos como las leyes para todo Labort, leyes que se perpetuaron hasta la Revolución francesa.
La crisis del siglo XVII tuvo gran efecto en Labort. La desaparición del feudalismo y el desarrollo mercantil e industrial provocaron el enfado de la nobleza al no formar parte de este y al perder sus derechos sobre los agricultores. A causa de esto hubo grandes conflictos entre 1654-1655, lo que llevó a que Luis XIII y Luis XIV recortaran los derechos de los vascófonos del País Vasco francés, provocando más levantamientos populares.